# Mischsendung
Mischsendungen waren bei der Deutschen Reichspost zusammengepackte Drucksachen, Geschäftspapiere und Warenproben. Für sie bestand Freimachungszwang, das Höchstgewicht betrug 500 g, die Mindestmaße entsprachen denen der Drucksachen. Das Zusammenpacken von Drucksachen und Warenproben wurde zum 5. Januar 1867 gestattet, da die Gebühren für beide Sendungsarten gleich waren. 
1872 gab es unterschiedliche Höchstgewichte, Drucksachen 500 g, Warenproben 250 g, was dazu führte, dass der Anteil der Warenproben in Mischsendungen auch nur 250 g wiegen durfte. Mit der Einführung der Geschäftspapiere durften auch diese in Mischsendungen enthalten sein. Das Höchstgewicht betrug nun 1 kg. 1917 durften auch Blindenschriftsendungen eingepackt sein. Mit der Einführung des Päckchens zu 2 kg wurde das Höchstgewicht auf 500 g gesenkt. Seit dem 1. Juli 1954 gibt es im Inlandsdienst diese Bezeichnung nicht mehr. Warenproben dürfen Geschäftspapieren, Warenproben und Drucksachen beigefügt werden.